# لئوپولدو ساوونا
لئوپولدو ساوونا (ایتالیایی: Leopoldo Savona؛ ۱۹۲۲ – ۲۰۰۰) کارگردان فیلم و فیلم‌نامه‌نویس اهل ایتالیا بود. از فیلم‌هایی که وی در آن نقش داشته‌است، می‌توان به زندگی شیرین و مغول‌ها اشاره کرد.